# Фасета (геометрия)
Фасета в геометрии — элемент многогранника или связанной геометрической структуры, как правило на единицу меньшей размерности самой структуры.
- В трёхмерном пространстве фасета многогранника — любой многоугольник, вершины которого являются вершинами многогранника, но который сам не является гранью[1][2]. Огранка многогранника — нахождение и объединение фасет, которые образуют новый многогранник. Процесс является обратным образованию звёздчатой формы и может быть применён к многогранникам высоких размерностей[3].
- В комбинаторике многогранников и общей теории многогранников фасета многогранника размерности n — грань, имеющая размерность n−1. Фасеты можно назвать (n−1)-гранями или гипергранями[4][5]. В трёхмерной геометрии они часто называются «гранями» без дальнейших уточнений[6].
- Фасета симплициального комплекса — максимальный симплекс, не являющейся гранью другого симплекса комплекса[7]. Для симплициальных многогранников это совпадает с комбинаторным определением.